# Hamad Al-Harbi
Hamad Al-Harbi (7 maggio 1980) è un calciatore kuwaitiano, centrocampista del Kazma.

## Carriera

### Club
Ha sempre giocato nel campionato kuwaitiano.

### Nazionale
È stato convocato per la Coppa d'Asia 2004.